# 吉野二郎
吉野 二郎（よしの じろう、明治14年（1881年）8月10日 - 昭和39年（1964年）12月11日）は、日本の俳優、映画監督である。本名関輪 清（せきわ きよし）、雅号は半狂（はんきょう）。。

## 来歴
1881年（明治14年）8月10日、東京府浅草区浅草公園（現在の東京都台東区浅草）に生まれる。
当初は新派劇の俳優であったが、1910年（明治43年）に映画会社「吉沢商店」に入社、しかし映画監督として吉野が最初にクレジットされるのは、映画会社「福宝堂」である。同社は、同年7月に設立、同社の「福宝堂日暮里撮影所」で吉野は映画監督となった。デビュー作は泉鏡花原作の『通夜物語』、1912年（明治45年）3月1日に公開された。1912年10月、福宝堂は吉沢商会、M・パテー商会、横田商会との4社合併で「日活」に統合され、日暮里撮影所は閉鎖された。同撮影所は、1913年（大正2年）、福宝堂の大阪支店長だった山川吉太郎が新たに大阪に設立した「東洋商会」が引継ぎ、「東洋商会東京日暮里撮影所」となった。
1914年（大正3年）3月17日、東洋商会の山川、福宝堂の本社営業部長だった小林喜三郎が「天然色活動写真」（天活）を設立、吉野は「天然色活動写真日暮里撮影所」の所長に抜擢された。技術部長は、東洋商会のカメラマン枝正義郎であった。同社はカラー映画を製作する会社で、設立1か月足らずの4月3日、吉野が監督し枝正が撮影した設立第一作『義経千本桜』を公開している。1919年（大正8年）末までのわずか5年で、吉野は枝正とのタッグで同社で90本近い映画を撮った。
1919年、天活の東京地区は「国際活映」（国活）に吸収合併されて消滅、大阪地区はそれに参加しなかった山川の設立した「帝国キネマ演芸」（「帝キネ」、1920年 - 1931年）となった。吉野は「国活」で引き続き枝正とのタッグで、国活設立第一作『忍術四天王』を撮り、1919年12月29日に公開された。ここでも、1921年（大正10年）秋までの2年間に撮った本数は30本を超えた。
1921年9月には、「国活」で組んでいた俳優沢村四郎五郎とともに、松竹キネマが1920年（大正9年）に開所した松竹蒲田撮影所に入社、蒲田でも四郎五郎作品を連打した。1923年（大正12年）9月1日の関東大震災で蒲田の全機能が京都の松竹下加茂撮影所に移転するにともない、吉野も一時下加茂に移り、10本近くを演出して翌年の復旧、および四郎五郎の松竹退社に伴い蒲田に戻った。またその前後、野村芳亭の助監督を数本こなしている。
1927年（昭和2年）末には、マキノ省三率いるマキノ・プロダクションに引き抜かれ、1928年（昭和3年）に新設されたマキノ・プロダクション名古屋撮影所で1本（『近江聖人』）を撮り、あとは同社御室撮影所で1931年（昭和6年）の初めまでの時期を過ごし、また娯楽時代劇を量産した。
1931年独立、「ツバメ映画社」を設立した。『少年馬子』（1931年）などの作品を製作した。1931年 - 1932年には赤沢大助の「赤沢映画」、ヘンリー・小谷の「ヘンリー・キネマ」、東亜キネマ等持院撮影所長を退陣した高村正次（マキノ省三の長女冨栄の夫）が設立した「大衆文芸映画社」で数本を撮った。同時期に、沖縄出身のハワイ移民・渡口政善に招かれ、沖縄とハワイでロケを敢行した怪談映画『執念の毒蛇』（1932年）を監督している。また、1935年（昭和10年）10月、田坂具隆監督、川口松太郎オリジナル脚本による日活・入江ぷろだくしょん提携作品『明治一代女』に「時代考証監督」として参加、同作は吉野が関わった初めてのトーキーであり、同年11月1日、日活の配給で公開された。
戦後、1952年（昭和27年）の「マツダ映画社」設立時に顧問をつとめた。
1964年（昭和39年）12月11日、老衰により死去した。83歳没。

## 人物・エピソード
日本映画の初期、大正時代から昭和初期にかけての無声映画で活躍し、わずか20年のキャリアで300本を超える作品を残した。
牧野省三が尾上松之助を主演に、初歩的なトリック技術を駆使した忍術特撮映画を連作したのに対抗して、沢村四郎五郎を主役に立て、東西で忍術特撮映画を競作した。
マキノ雅弘と並ぶ「早撮りの名手」として知られ、「一日に2本」の映画製作記録を持っている。大正8年、『曽我兄弟』のロケで富士山麓に出かけたところ、好天に恵まれて午前中に一本撮り上げてしまった。その日は珍しく富士山がよく出ていた日で、吉野はもったいないからと、即席で『神崎与五郎東下り』をもう一本撮って帰った。稲垣浩は「一日に二本の映画を作った人は、世界にこの人よりないであろう」と語っている。
稲垣浩は吉野が亡くなる数年前に顔を合わせたが、このとき吉野は「まるで大僧正のような円満な顔をほころばせて」、稲垣に「私しゃネ、監督なンかより、ほんとうは一人前の女形になりたかったンだ。でもネ、思うようにならねえのが浮世でさあ」と話したという。昭和39年の葬儀は映画人の姿も見えず、淋しいもので、松竹からの花輪すらなかった。わずかに飯田蝶子、茂原英雄夫妻の供花が見えたので、稲垣は「ようやく心がホッとした」と語っている。

## おもなフィルモグラフィ
- 通夜物語　1912年　撮影枝正義郎　※福宝堂、監督デビュー作
- 義経千本桜　1914年　撮影枝正義郎、主演坂東勝五郎　※天活（キネマカラー）
- 不如帰　1915年　原作徳富蘆花、脚本山本勇三、主演藤野秀夫　※天活（白黒）
- 五郎正宗孝子伝　1915年　撮影枝正義郎、主演沢村四郎五郎　※天活（プリント現存）
- 日蓮上人 龍乃口法難　1921年　脚本桂田阿弥笠、主演沢村四郎五郎　※国活巣鴨（プリント現存、ロシアで発掘された）
- 花井お梅　1926年　撮影猪飼助太郎、主演川田芳子　※松竹蒲田撮影所
- 怪談 狐と狸　1929年　撮影大森伊八、主演桂武男　※マキノ御室（プリント現存）
- 少年馬子　1931年　原作大河内翠山　※ツバメ映画社（プリント現存）

## ツバメ映画社
「ツバメ映画社」（-えいがしゃ）は、1931年、マキノ・プロダクションから独立したヴェテラン映画監督・吉野二郎が設立した映画会社である。同年『少年馬子』を製作したこと以外、資料がほとんど残っていない。当時の『キネマ旬報』には、「教育、宣伝、家庭映画、俳優連鎖劇その他の事業を行う」会社であったことが記されている。

## 註
1. 1 2 3 4 5 6 7  『日本映画監督全集』（キネマ旬報社、1976年）の「吉野二郎」の項（p.448-449）を参照。同項執筆は岸松雄。遺族や柴田勝の証言が盛り込まれている。
2. 1 2  マツダ映画社のサイトの「少年馬子」の記述を参照。
3. ↑  “最古の沖縄映画、復活　「執念の毒蛇」２９年ぶり弁士付き　県立美術館１０周年事業”.  琉球新報 (2017−11−15). 2023−10−13閲覧。
4. ↑  “『沖繩縣の名所古蹟の實況』を巡るあれこれ（２）ー 沖縄アーカイブ研究所”.   株式会社シネマ沖縄 (2017−10−3). 2023−10−13閲覧。
5. ↑  日本映画データベースの「吉野二郎」の項を参照。⇒#外部リンク
6. ↑  『ひげとちょんまげ』（稲垣浩、毎日新聞社刊）